# Álex Perea
Manuel Alejandro Gutiérrez Perea (Ciudad de México; 27 de septiembre de 1989), más conocido como Álex Perea, es un actor mexicano.

## Biografía
Álex Perea nació el 27 de septiembre de 1989 en la Ciudad de México. Es hermano de la también actriz Danny Perea. Empezó su carrera haciendo comerciales En 2000 interpreta a Quique García Dávila en la telenovela Todo por amor de Argos Comunicación para TV Azteca. Para 2003 le llega la oportunidad de protagonizar la película Zurdo, a lado de Eugenio Derbez, bajo la dirección de Carlos Salcés, en donde interpreta a un niño apasionado por el juego de canicas. Por la cual obtuvo el premio de las Diosas de plata como revelación masculina. En ese mismo año le vienen a dar oportunidades de trabajar en telenovelas infantiles como De pocas, pocas pulgas y Amy, la niña de la mochila azul, así como participar en las series Hospital el paisa y S.O.S.: Sexo y otros secretos. En 2004 filma el cortometraje Smee, junto a Martha Mariana Castro y su hermana Danny Perea. Para 2008 retoma la actuación en la pantalla grande, participando en la película Arráncame la vida. Para el 2009 protagoniza su segunda película, titulada Chamaco. Para 2009 Álex participa en la serie Mujeres asesinas en su segunda temporada en el capítulo Las Garrido Codiciosas como "el Negro" a lado de Patricia Navidad, Galilea Montijo, Ana Brenda Contreras y Manuel Ojeda.

## Filmografía

### Telenovelas
- Las hijas de la señora García (2024-2025) - Juan Chávez Guzman[1]
- Marea de pasiones (2024) - Osvaldo
- Si nos dejan (2021) - José Rafael Fuentes "El Cholo"[2]
- La doble vida de Estela Carrillo (2017) - Tadeo Quintanilla Jiménez
- El hotel de los secretos (2016) - Gabriel Suárez Martínez
- Amor de barrio (2015) - Tico
- Qué pobres tan ricos (2013-2014) - Lic. Tomás Godínez
- Para volver a amar (2010-2011) - El Zorro
- Niña de mi corazón (2010) - Jaime
- En nombre del amor (2008-2009) - Alejandro
- Amy, la niña de la mochila azul (2004) - Germán Rosales "El Chayote"
- De pocas, pocas pulgas (2003) - Perico
- Todo por amor (2000-2001) - Quique García Dávila

### Programas
- Esta historia me suena (2023) - Pedro[3]
- Mujeres asesinas (2022) - Martin, Ep: la chef[4]
- La mujer de diablo (2022-2023) - Cachorro[5]
- Sin miedo a la verdad (2018-2020) - Manuel "Manu" Montero
- Por la Máscara (2018)
- Su nombre era Dolores (2017) - Ferny "El Pelón"
- Yago (2016) - Camilo Michel (joven)
- Como dice el dicho (2011-2013) - Marcos / Mateo
- La ruta blanca (2012) - Gustavo Paz
- Cloroformo (2012) - Asis
- Los simuladores (2009) - Matías
- Mujeres asesinas (2009) - Jorge López "Negro"
- La rosa de Guadalupe (2008-2014) - Varios episodios
- S.O.S.: Sexo y otros secretos (2007) - Gordo
- Skimo (2006-2007) - Fulvio "Caradura"
- Hospital el paisa (2004) - Niño
- Lo que callamos las mujeres (2001) - Hector
- Mujer, casos de la vida real (2000)

### Cine
- ¡Que viva México! (2023) - Rufino[6]
- Tlatelolco, verano del 68 (2013) - Juan José Hernández
- Viaje de generación (2012)
- El infierno (2010) - Pancho Chico
- Chamaco (2009) - Abner Torres
- Arráncame la vida (2008) - Pablo
- Imaginum (2005) - Diego
- Smee (2004)
- Zurdo (2003) - Alejandro (Zurdo)

## Premios y nominaciones
| Año  | Premio                  | Categoría                           | Trabajos nominados               | Resultado |
| ---- | ----------------------- | ----------------------------------- | -------------------------------- | --------- |
| 2020 | Premios TVyNovelas      | Mejor actor de serie drama          | Sin Miedo A la Verdad            | Ganador   |
| 2018 | Premios TVyNovelas      | Mejor actor juvenil                 | La doble vida de Estela Carrillo | Nominado  |
| 2018 | Tv Adicto Golden Awards | Mejor lanzamiento estelar masculino | Sin miedo a la verdad            | Ganador   |
| 2015 | Premios TVyNovelas      | Mejor cuerpo de telenovela          | Que pobres tan ricos             | Ganador   |